# Buckel-Stachelwels
Der Buckel-Stachelwels oder Schwarzer Buckel-Stachelwels (Bagrichthys macracanthus) ist ein Süßwasserfisch aus dem tropischen Südostasien.

## Merkmale
Bagrichthys macracanthus verfügt über eine einheitlich dunkle, schwarzbraune Körperfärbung. Auf beiden Körperseiten befindet sich ein mittig verlaufender heller und schmaler Streifen, der hinter den Kiemendeckeln beginnt und bis in den Ansatz der Schwanzflosse reicht. Die kurze und hohe Rückenflosse sowie die paarigen Flossen sind schwarzbraun. Die hintere Hälfte der Afterflosse und die Schwanzflosse sind weißlich und transparent. Gattungstypisch ist die von der Rückenflosse bis fast zur Schwanzflosse reichende, gerundete Fettflosse; auch sie ist schwarzbraun.

Die Augen sind hell gefärbt. Vier relativ kurze Bartelpaare sind ebenfalls gattungstypisch. Die Kinn- und Unterkieferbarteln sind leicht gefranst. Bagrichthys macracanthus erreicht über 25 Zentimeter Gesamtlänge.

## Verbreitung und Ökologie
Bagrichthys macracanthus ist ein Endemit der Großen Sundainseln Borneo und Sumatra. Berichte über Festlandsvorkommen beruhen auf Verwechslungen mit anderen Buckelwelsarten. Er bewohnt große, schlammige Flüsse und ernährt sich in der Hauptsache von Kleinkrebsen, Mollusken, anderen kleinen Bodenbewohnern und verrottenden Pflanzenteilen.

## Systematik
Bagrichthys macracanthus wurde von dem niederländischen Naturforscher und Arzt Pieter Bleeker in der Gattung Bagroides und, jedoch einige Abschnitte danach, auch als Leiocassis macracanthus beschrieben. Der Holotypus stammt aus dem Einzugsgebiet der Flüsse Lamatang und Enim auf Ostsumatra; er ist als schlecht erhaltenes Präparat unter der Katalognummer RMNH 5216 im Naturalis – National Natuurhistorisch Museum, Leiden (Niederlande) hinterlegt.

In der Literatur wurde Bagrichthys macracanthus immer wieder mit anderen bagriden Welsarten verwechselt. Das führte auch zu Unstimmigkeiten über die tatsächliche Verbreitung. Klarheit verschaffte erst die Beschreibung von Bagrichthys majusculus Ng 2002, der Bagrichthys macracanthus sehr ähnlich, aber in Indochina, im Einzug des Mekong und des Chao Phraya verbreitet ist.

## Bedeutung für den Menschen
Bagrichthys macracanthus ist ein im Zoofachhandel regelmäßig als Wildfang angebotener Aquarienfisch. Die Zucht ist noch nicht gelungen.